# بني مهدي
دولة بني مهدي أسسها علي بن مهدي الحِميَّري على أراضي السليمانيين في جيزان وتعز وإب، هاجم علي بن مهدي زبيد في تهامة وإنتزعها من بني نجاح عام 1143 وإنضمت إليه القبائل في المرتفعات وعليهم الإمام الزيدي أحمد بن سليمان المتوكل فكانت أول مرة يقاتل فيها الفريقان (زيدية وإباضية) عدوا مشتركاً واستطاعوا القضاء على دولة النجاحيين في تهامة  وفقا لبعض المؤرخين فإنه كان يقتل من خالفه ويبيح نساءهم وأولادهم وكان يقتل المنهزم من أصحابه ويقتل الزاني وشارب الخمر وسامع الغناء ويقتل من تأخر عن صلاة الجماعة ومن تأخر عن وعظه يوم الإثنين والخميس  يُعتقد أنه المسؤول عن ظاهرة عزل وتهميش واحتقار من يُعرفون بالأخدام في اليمن

## حملة تهامة
يرجع أصلهم إلى حاكمهم ومؤسسهم الأول علي بن مهدي الذي ولد في تهامة. علي بن مهدي بدور، ترجع أصوله إلى ملوك حمير القدامى. كان علي بن مهدي شخصية مؤثرة واسعة الأسفار وكان يحج كل عام ويلتقي بعلماء من جميع أنحاء العالم الإسلامي. في 1136-1142 نشر علي بن مهدي مذهبه في سهل تهامة الذي كان يحكمه نجاحيو زبيد في ذلك الوقت. انجذبت ملكة نجاح في البداية لمذهبه، بل أنه تم أعفاءه وأتباعه من دفع الخراج. لكنه جمع أتباعه وكون جيشا عام 1143 وهاجم النجاحيين. حاول الاستلاء على بلدة الكدرة شمال زبيد، لكنه فشل. انسحب علي وأتباعه إلى الجبال ولكن سُمح لهم بالعودة إلى مملكة بنو نجاح عام 1146 بإصرار من الملكة. بعد وفاة الملكة عام 1150 اندلعت الحرب من جديد بين المهديين والنجاحيين. حاول المهديون الوصول إلى أهدافهم عن طريق المؤامرات، مما أدى إلى تقويض نظام بني نجاح الذي كان يهيمن عليه الوزراء في ذلك الوقت. أدت طموحاتهم إلى مقتل القيادي النجاحي، سُرير الفاتك عام 1156، واستعان أهل زبيد بالإمام الزيدي المتوكل أحمد عام 1158 لمواجهة التهديد الحاد من المهديين، ووعدوا بالاعتراف بسيادته عليهم. وقُتل آخر حاكم نجاحي، فاتك بن محمد بن فاتك، بعد فترة وجيزة على يد الإمام أو حراسه. إلا أن الإمام لم يتمكن من البقاء في زبيد لفترة طويلة وانسحب. استقر علي بن مهدي في المدينة لكنه توفي بعد ذلك بقليل عام 1159.

## الحكم
خلف علي بن مهدي ابنه مهدي بن علي، وربما شارك في الحكم مع أخيه الأصغر عبد النبي. عزز أبناء علي علاقات القوة في تهامة. تم إبرام سلام مفيد مع الدولة الزريعية في عدن. في نفس الوقت هاجم المهديون مناطق أخرى في الجنوب مثل لحج وأبين. توفي المهدي بن علي عام 1163، وانتقل الأمر إلى أخيه عبد النبي. الذي اشتهر بصرامته، ووفقا لبعض المؤرخين فإنه كان يقتل من خالفه ويبيح نساءهم وأولادهم وكان يقتل المنهزم من أصحابه ويقتل الزاني وشارب الخمر وسامع الغناء. عادة ما يندد به المؤرخون المسلمون باعتباره لصًا نصف مجنون لديه طموحات لحكم العالم.

## الحملة الأيوبية
واصل عبد النبي سياسته التوسيعية، حيث هاجم السليمانيين في شمال تهامة وضم أراضيهم. وسقطت مدينتا تعز وإب عام 1164 وحوصرت عدن في نفس العام. تحالف الزريعيون في عدن مع سلطان صنعاء الهمداني عام 1172. تمكنوا معًا من هزيمة قوات المهدي عام 1173. مما اضطر عبد النبي إلى الانسحاب إلى زبيد. بعد هذه الأحداث بوقت قصير، قاد الأمير الأيوبي توران شاه رحلة استكشافية إلى اليمن. وجد توران شاه حليفًا طوعيًا في السليمانية، الذين قتل المهديون حاكمهم قبل تسع سنوات. اجتاحت القوات الأيوبية الجزء الأكبر من اليمن واستولت على زبيد في 13 مايو 1174. تم نهب المدينة وأسر عبد النبي وشقيقه أحمد. تم قتل كلاهما في عام 1176، ربما بسبب محاولة إحياء دولتهم من جديد، ومعهما انتهى حقبة المهديين القصيرة.
كان المهديون، بعد السلاطين الهمدانيين والزريعيين والسليمانيين، سلالة اليمن الرابعة التي حل محلها الأيوبيون.